# Terry Gilliam

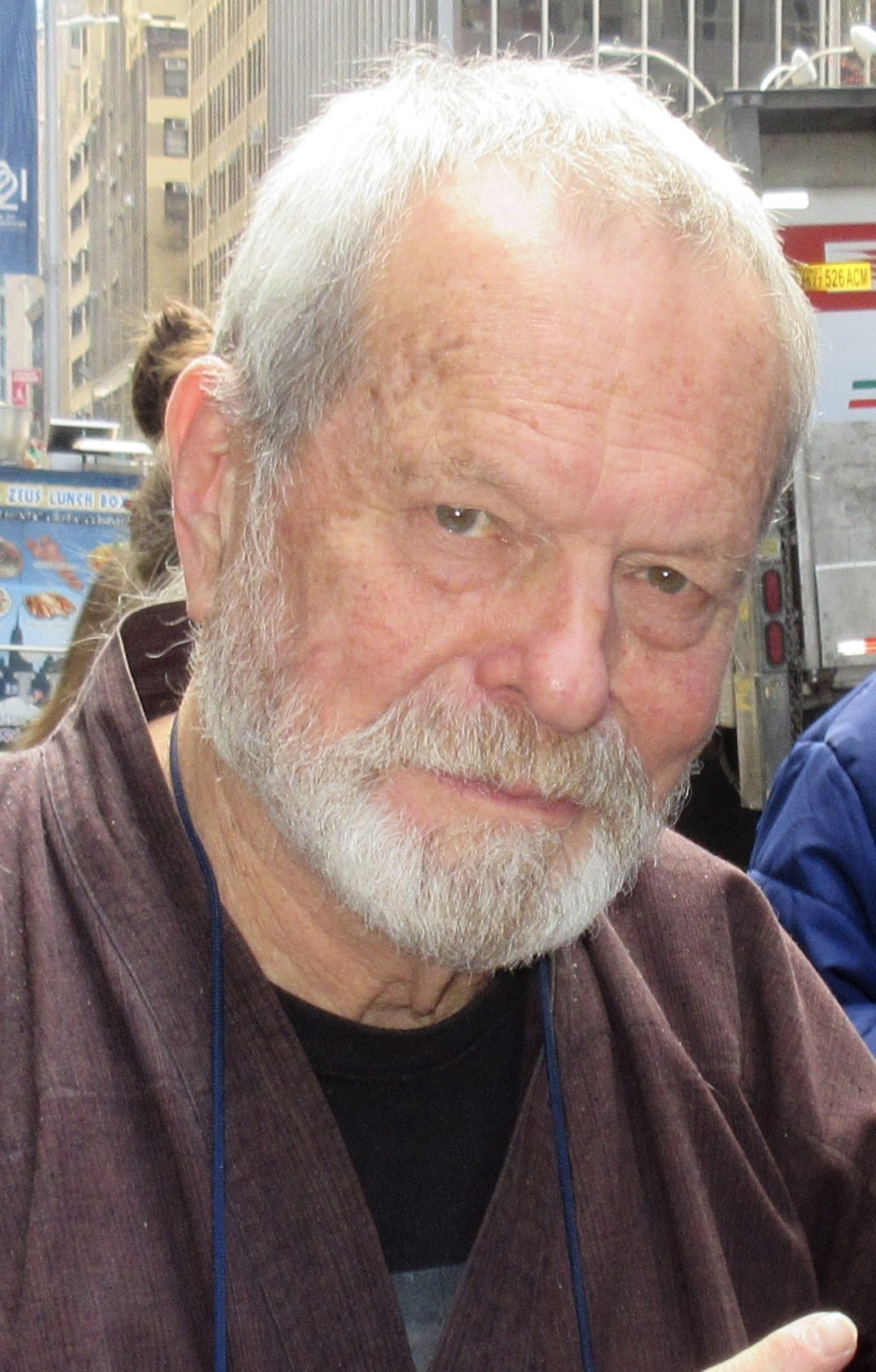
Terry Gilliam (2019)

Terrence „Terry“ Vance Gilliam [ˈɡɪliəm] (* 22. November 1940 in Minneapolis, Minnesota) ist ein amerikanisch-britischer Filmregisseur, Drehbuchautor, Komiker und Schauspieler. Bekannt wurde er als Mitbegründer der Gruppe Monty Python.

## Cartoonist, Monty Python, Regisseur
Gilliam studierte Politikwissenschaft am Occidental College in Eagle Rock in Los Angeles. Seine Laufbahn startete er 1962 als Zeichner des in New York produzierten Satire-Magazins HELP!, einer Schwester-Publikation von MAD, wo er John Cleese kennenlernte. Er zeichnete auch zwei Kurzgeschichten für das französische Magazin Pilote.
John Cleese vermittelte ihm nach seinem Umzug nach England 1967 eine Stelle bei der BBC. Dort traf er auf weitere Komiker, mit denen er und Cleese die Gruppe Monty Python gründeten. Hier war Gilliam anfangs als Autor und Regisseur, später auch als Schauspieler tätig. Die Art von Humor der Sketche der Pythons unterschied sich enorm von dem bislang gewohnten Humor. Teils waren die Einfälle sehr hintergründig, teils aber auch bewusst taktlos und provozierend. Die Sketche mussten keinen Sinn ergeben, sondern beruhten auf einem meist absurden Humor; sie wiesen häufig keine Pointe auf, und gelegentlich gab es noch nicht mal ein Ende.
Vor allem aber war Gilliam für die skurrilen Trickfilme der Komikergruppe verantwortlich, für deren Animation er eine Legetricktechnik verwendete.

## Regiearbeiten

### In den 1970er Jahren
Sein Regiedebüt im Realfilm gab er 1975 in Zusammenarbeit mit Terry Jones mit dem Monty-Python-Film Die Ritter der Kokosnuß. Vorher erwarb er Erfahrungen im Animationsfilm mit Storytime (1968) und The Miracle of Flight (1974). 1977 folgte seine erste Solo-Regie bei einem Realfilm: Jabberwocky, der – wie einige andere Filme von Gilliam – fälschlicherweise häufig als Monty-Python-Film bezeichnet wird, sehr zum Ärger von Gilliam.

### In den 1980er Jahren

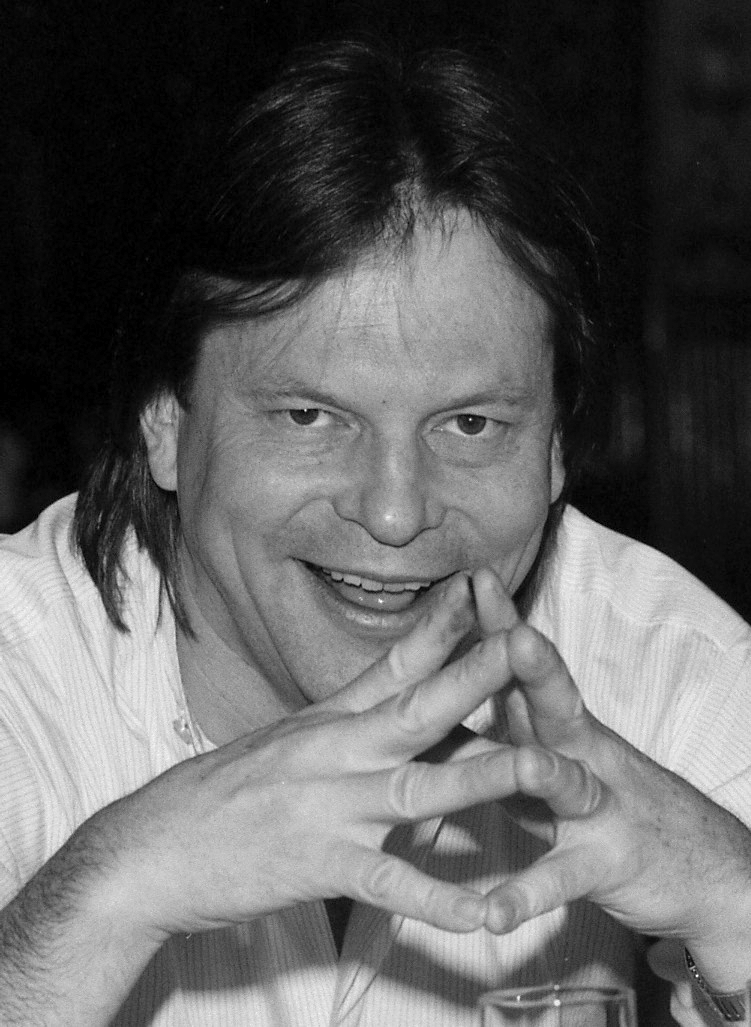
Terry Gilliam 1985

Nachdem er zusammen mit den übrigen Pythons deren größten Erfolg Das Leben des Brian vollendet hatte – hier jedoch nicht als Regisseur, sondern als Designer, Co-Autor und Schauspieler – begann er, sich vollständig um seine eigene Regiekarriere zu kümmern. 1981 erschien die kommerziell äußerst erfolgreiche Komödie Time Bandits, bei der er nicht nur Regie führte, sondern auch gemeinsam mit Monty-Python-Mitstreiter Michael Palin das Drehbuch schrieb.  Für den letzten Python-Kinofilm Der Sinn des Lebens drehte er eigenständig den „Vorfilm“ The Crimson Permanent Assurance, einen 15-minütigen surrealistischen Kurzfilm, dessen Produktionskosten die des Hauptfilms überschritten. Eigentlich war hier nur eine kurze Sequenz innerhalb des Filmes gedacht, ob der großen Länge wurde diese Sequenz als Vorfilm separiert. Für den eigentlichen Film, Der Sinn des Lebens, war er wieder für die Animationen zuständig, schrieb am Drehbuch mit und spielte in einigen der Sketche kleine Rollen.
1985 erschien Brazil, der ihn als eigenständigen Filmemacher unabhängig von Monty Python etablierte und bis heute als eines seiner ambitioniertesten Werke gilt. Der Film behandelt auf surreale und oft satirische Weise die Dystopie eines paranoiden Überwachungsstaates. Das Drehbuch schrieb Gilliam gemeinsam mit Tom Stoppard und Charles McKeown.  Gilliams harsche Auseinandersetzung mit MCA-Präsidenten Sidney Sheinberg über den finalen Schnitt des Films gipfelte schließlich darin, dass der Film in zwei unterschiedlichen Schnittfassungen ins Kino kam, in Europa in einer 142 Minuten langen Fassung, die weitgehend Gilliams Vorstellungen entsprach, und in den Vereinigten Staaten in einer gekürzten 132-Minuten-Fassung.
Drei Jahre später wurde Die Abenteuer des Baron Münchhausen veröffentlicht, bei dem unter anderen John Neville als Münchhausen und Robin Williams als Mondkönig zu sehen sind.

### In den 1990er Jahren
Nachdem Münchhausen an den Kinokassen erfolglos geblieben war, nahm Gilliam in den 1990ern – entgegen seiner selbst auferlegten Regel, niemals für Hollywood arbeiten zu wollen – mehrere Auftragsarbeiten an: Zunächst 1991 König der Fischer mit Robin Williams und Jeff Bridges und dann 1995 seinen größten Erfolg 12 Monkeys mit Bruce Willis, der seine Rolle deutlich unter den sonst für ihn üblichen Gagen übernahm, um mit Gilliam zusammen einen Film machen zu können, und Brad Pitt, der zur Drehzeit noch vor seinem Durchbruch zum Star stand.
1998 folgte Fear and Loathing in Las Vegas, für den Gilliam erstmals auch wieder am Drehbuch mitschrieb, der in kommerzieller Hinsicht zwar deutlich weniger Erfolg als die beiden Vorgängerfilme hatte, aber dennoch Kultstatus erlangte.
Georg Seeßlen attestierte Terry Gilliam, er sei:„einer der eigenwilligsten und bildmächtigsten Regisseure unserer Zeit, er schlage in jedem seiner Filme eine Brücke zwischen den Kulturen, der pragmatisch-materialistischen der Neuen und der fantastisch-spirituellen der Alten Welt.“

### In den 2000er Jahren

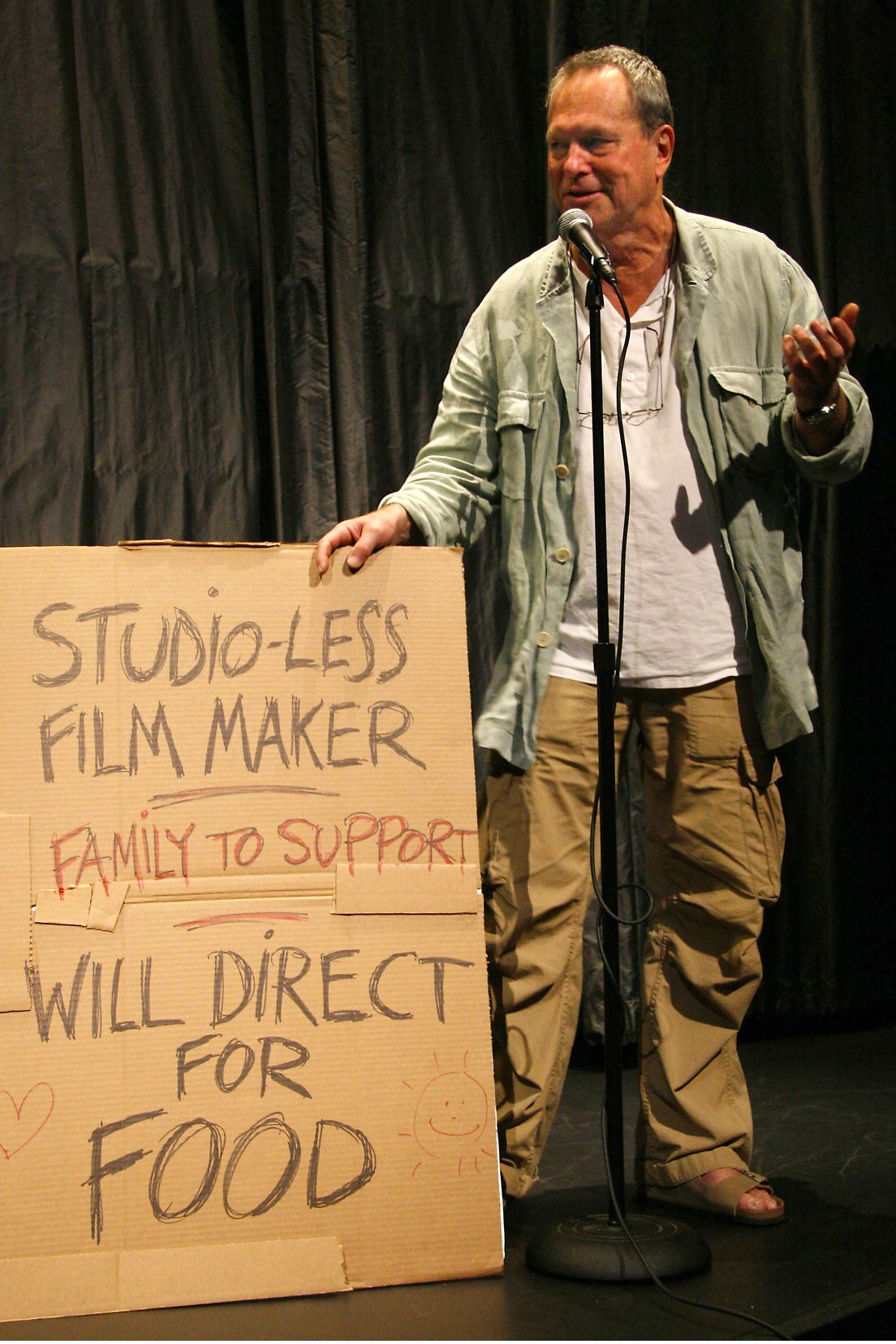
Gilliam 2006 im IFC Center: „Will direct for food“ („Führe Regie für Essen“)

Im Jahr 2000 wollte sich Gilliam, der seinen Ruf als respektabler Filmemacher nach den Erfolgen in den 1990ern wiederhergestellt sah, endlich um ein Projekt kümmern, an dem er bereits etwa zehn Jahre lang gearbeitet hatte: The Man Who Killed Don Quixote, für dessen Hauptrollen er Johnny Depp und Jean Rochefort gewinnen konnte.
Doch die Dreharbeiten wurden zur Katastrophe, Jets einer nahen NATO-Basis stiegen ständig während des Drehs auf, ein Wolkenbruch machte die Wüstenlandschaft ungeeignet für die Continuity der Filmaufnahmen, und als schließlich der Hauptdarsteller Jean Rochefort wegen gesundheitlicher Probleme nicht mehr reiten konnte, wurden die Dreharbeiten eingestellt. Der Dokumentarfilm Lost in La Mancha von Keith Fulton und Louis Pepe zeigt das Scheitern dieser Dreharbeiten. Die Rechte am Film gingen über in den Besitz der deutschen Versicherungsfirma, die den Film versichert hatte, was eine Neuaufnahme der Dreharbeiten jahrelang unmöglich machte.
Im Juli 2006 berichtete Gilliam, dass die rechtlichen Streitigkeiten mittlerweile beigelegt seien, so dass The Man Who Killed Don Quixote in absehbarer Zeit realisiert werden könne. Im Oktober 2009 erklärte er, dass mittlerweile das Drehbuch wieder freigegeben sei und das Budget und die Hauptdarsteller festständen. Zu diesem Zeitpunkt waren Johnny Depp und Robert Duvall als Besetzung im Gespräch. Der seinerzeit geplante Erscheinungstermin 2011 konnte dann aber nicht realisiert werden.
Im Januar 2014 wurde die Vorproduktion für den Film wieder aufgenommen, die Dreharbeiten waren im Juni 2017 abgeschlossen. Am 19. Mai 2018 feierte der Film seine Weltpremiere als Abschlussfilm bei den Internationalen Filmfestspielen von Cannes 2018. Am 30. Juni 2018 war die deutsche Erstaufführung des Filmes beim Filmfest München. Am 27. September 2018 kam der Film in die deutschen Kinos.
2002 führte Gilliam Regie bei dem Nike-Werbespot The Secret Tournament, der auch in Deutschland als Teil der Nike-Werbekampagne zur Fußballweltmeisterschaft gezeigt wurde.
2005 vollendete Gilliam die Filme Brothers Grimm und Tideland.
Brothers Grimm kam am 25. August 2005 in die US-amerikanischen Kinos und wurde von der Kritik nahezu einhellig verrissen. Die Besucherzahlen jedoch waren in der ersten Woche besser als bei jedem seiner anderen Filme zuvor. Vor allem das als schlecht empfundene Drehbuch und die unausgegorene Story standen im Blickpunkt der Kritik, während Gilliams Visualisierung teilweise positiv bewertet wurde.
Tideland dagegen zeichnete sich durch die typische Gilliam-Skurrilität aus und wurde unter anderem auf dem San Sebastián International Film Festival ausgezeichnet. Das zur Verfügung stehende, niedrige Budget führte jedoch dazu, dass die Produzenten den Film kaum bewarben und dieser in Europa daher überhaupt nicht im Kino gezeigt wurde.
Im Dezember 2007 begannen in London die Dreharbeiten zu Gilliams Film Das Kabinett des Doktor Parnassus mit Heath Ledger und Christopher Plummer in den Hauptrollen und mit Tom Waits als „Mr. Nick“ (dem Teufel). In die Kinos sollte der Film zunächst Anfang 2009 kommen. Durch Ledgers überraschenden Tod im Januar 2008 musste die Produktion jedoch unterbrochen werden. Die Dreharbeiten, Ledgers Rolle betreffend, waren zu diesem Zeitpunkt noch nicht abgeschlossen, konnten im März 2008 in Vancouver aber fortgesetzt werden. Teile von Ledgers Rolle, die in fantastischen Parallelwelten spielen, wurden von Johnny Depp, Colin Farrell und Jude Law übernommen.
Der englische Kinostart für The Imaginarium of Doctor Parnassus war am 16. Oktober 2009, in Nordamerika brachte der US-Verleih Sony Pictures Classics den Film am 25. Dezember in die Kinos. In Deutschland war der Film unter dem Titel Das Kabinett des Doktor Parnassus ab dem 7. Januar 2010 zu sehen.

### Ab 2010
Im Januar 2009 wurde bekannt, dass Gilliam nach Abschluss von The Imaginarium of Doctor Parnassus einen neuen Versuch machen würde, The Man Who Killed Don Quixote zu drehen. 2012 begann Gilliam aber zunächst mit der Produktion des Films The Zero Theorem, die ursprünglich bereits für 2009 geplant gewesen war. Die Hauptrollen übernahmen unter anderem Christoph Waltz, Mélanie Thierry und Matt Damon. Der Film befand sich ab Anfang 2013 in der Postproduktion und wurde auf den Filmfestspielen von Venedig am 2. September 2013 der Öffentlichkeit vorgestellt. 2018 kam, fast zwei Jahrzehnte nach dem ersten Versuch, schließlich doch The Man Who Killed Don Quixote in die Kinos, mit Jonathan Pryce und Adam Driver in den Hauptrollen.

## Unvollendete Filmprojekte

### The Defective Detective
The Defective Detective war ein Film über einen heruntergekommenen Detektiv, der in der Fantasiewelt eines Kindes endet. Er war nach König der Fischer und später noch einmal nach 12 Monkeys geplant, Nicolas Cage hatte für die Hauptrolle zugesagt, und auch Bruce Willis hatte großes Interesse an dem Film, doch die Paramount-Studios wollten den Film nicht finanzieren. Danach kehrte Gilliam Hollywood zunächst den Rücken aus Enttäuschung darüber, dass man nach den Erfolgen König der Fischer und 12 Monkeys immer noch kein Vertrauen in ihn setzte.

### Good Omens
2001 schrieb Gilliam zusammen mit Tony Grisoni (mit dem er schon das Drehbuch zu Fear and Loathing in Las Vegas geschrieben hatte) ein Drehbuch auf Basis des Romans Ein gutes Omen (OT: Good Omens) von Neil Gaiman und Terry Pratchett. Dessen Verfilmung wurde zugunsten anderer Projekte vorerst zurückgestellt, da ein Filmstudio ihm zwar ein Budget von 45 Millionen US$ zur Verfügung stellte, zusätzlich benötigten 15 Millionen US$ trotz bestehender Zusagen von Johnny Depp und Robin Williams für die Hauptrollen jedoch nicht zustimmte. Zurzeit arbeitet Gilliam an einer möglichen Wiederaufnahme dieses Projekts, hat aber bislang noch nicht ausreichend Investoren gefunden.
Inzwischen wurde von Amazon Studios in Zusammenarbeit mit der BBC eine 6-teilige Miniserie  produziert und im Jahr 2019 /2020 ausgestrahlt.

### Theseus and The Minotaur
Theseus and The Minotaur war ein Projekt, an dem Gilliam nach der Vollendung von Jabberwocky arbeitete. Da er mit dem von ihm selbst geschriebenen Drehbuch nicht zufrieden war, wandte er sich anderen Projekten zu. Nach 12 Monkeys arbeitete er noch einmal daran, ließ es aber wieder fallen. Derzeit ist es eher unwahrscheinlich, dass dieses Projekt realisiert wird.

### A Tale of Two Cities
A Tale of Two Cities war ein Projekt, dem sich Gilliam 1994 widmete. Mel Gibson war für die Hauptrolle vorgesehen, doch dieser wandte sich sehr früh wieder von dem Projekt ab, um Braveheart zu drehen. Liam Neeson sollte danach die Rolle übernehmen, doch die Filmstudios waren daraufhin nur noch bereit, weniger als die Hälfte an Produktionskosten bereitzustellen. Gilliam hielt den Film mit weniger als der Hälfte des ursprünglichen Budgets für nicht mehr realisierbar.

### Time Bandits 2
Mitte der 1990er arbeitete Gilliam an einem Drehbuch für eine Fortsetzung von Time Bandits, 2002 arbeitete ABC an einem entsprechenden Fernsehserienformat. Das Projekt wurde nie realisiert. 2024 wurde die Fernsehserie Time Bandits veröffentlicht, die auf Gilliams und Palins Drehbuch beruhte.

### Der Glöckner von Notre Dame
Gilliam arbeitete 1995/1996 etwa ein halbes Jahr lang an einer Neuverfilmung des Stoffs, für die er Gérard Depardieu in der Hauptrolle vorsah. Als Gilliam jedoch erfuhr, dass Disney zeitgleich an einer Zeichentrickfilm-Version arbeitete, wandte er sich von dem Projekt ab.

## Realisierte Filmprojekte ohne Gilliams Mitwirkung

### A Scanner Darkly
A Scanner Darkly – Der dunkle Schirm war ebenfalls ein Projekt, an dem Gilliam nach König der Fischer arbeitete. Wieder einmal scheiterte auch dies an den Filmstudios, die für das Projekt kein grünes Licht gaben. Es handelt sich um eine düstere Science-Fiction-Geschichte von Philip K. Dick (dt. Buchtitel „Der dunkle Schirm“). Nach den neuen Anti-Terror-Gesetzen in den USA schien die Geschichte vielen jedoch wieder so aktuell, dass der Film mit mehr als zehn Jahren Verspätung realisiert wurde. Er kam im Sommer 2006 in die Kinos, nachdem er im selben Jahr bereits auf dem Fantasyfilmfest gezeigt worden war. Die Hauptrolle spielt Keanu Reeves. Terry Gilliam war an dem Projekt jedoch nicht mehr beteiligt, Regie führte Richard Linklater.

### Watchmen
Die Verfilmung des gleichnamigen „Anti-Superhelden-Comics“ von Alan Moore (auf Deutsch Watchmen – Die Wächter) wurde Gilliam erstmals 1989 angeboten, wofür er zunächst auch zusagte. Der Film musste dann aber wegen mangelhafter Finanzierung verschoben werden. 1996 wurde Gilliam erneut gefragt, ob er noch Interesse an einer Verfilmung hätte, doch Gilliam war in der Zwischenzeit zu der Überzeugung gelangt, dass die Geschichte zu komplex sei, um als Kinofilm realisiert werden zu können. Er schlug stattdessen eine Miniserie vor, was jedoch auf wenig Gegenliebe beim Produzenten stieß. 2005 wurde das Projekt wiederbelebt, diesmal jedoch ohne Gilliam. Nachdem Paramount den Film anfänglich nicht finanzieren wollte, wurde das Projekt aufgrund der vorhergehenden Einspielerfolge mit Verfilmungen von Alan Moore-Comics nun unter der Regie von Zack Snyder umgesetzt.

### Harry Potter
Gilliam war auch der Wunschkandidat von Joanne K. Rowling als Regisseur für die Verfilmung von Harry Potter, doch das Filmunternehmen Warner Bros. weigerte sich, mit Gilliam zusammenzuarbeiten, und entschied sich für Chris Columbus. Gilliam war über die ablehnende Haltung von Warner Bros. gegenüber seiner Person sehr verärgert: „Ich wäre der perfekte Mann für Harry Potter gewesen. Ich verließ das Treffen [mit den Produzenten], stieg in mein Auto und fuhr für etwa zwei Stunden wütend den Mulholland Drive entlang. Ich meine, Chris Columbus’ Version ist fürchterlich. Einfach stumpfsinnig.“

### Der goldene Kompass
Auch Philip Pullman sprach sich für eine Verfilmung seines Bestsellers Der goldene Kompass durch Gilliam aus. Wie auch bei Harry Potter folgten die Produzenten jedoch nicht dem Wunsch des Autors.

### Charlie und die Schokoladenfabrik
Ebenso wollte die Witwe des Autors Roald Dahl Gilliam als Regisseur für die Neuverfilmung von Charlie und die Schokoladenfabrik verpflichten. Auch dies scheiterte am Veto der Produzenten.

## Gilliams Ausflug in die Bildende Kunst
Mit seinem Projekt „past people of Potsdamer Platz“ zeigte Terry Gilliam im Mai 2006 (4. Mai bis 8. Juni 2006) eine Video-Installation in Berlin am Potsdamer Platz und wagte sich damit auf das Feld der „Kunst im öffentlichen Raum“. Er entwarf lebensgroße Figuren aus Metall, welche statt des Kopfes ein Loch hatten. Sah man in eine solche Figur hinein, konnte man Videoaufzeichnungen vom Leben auf dem Potsdamer Platz der letzten 50 Jahre betrachten. Dabei wurden die Besucher fotografiert und anschließend als aus einzelnen Teilgesichtern gemorphte „Big faces“ auf der Licht- und Medienfassade gezeigt. Ziel seiner Arbeit war es, die Passanten mit der Geschichte des Platzes und mit sich selbst zu konfrontieren.

## Filmografie
- 1968: Storytime (Regie, Drehbuch, Animation)
- 1974: The Miracle of Flight (Regie)
- 1975: Die Ritter der Kokosnuß (Regie, Drehbuch, Darsteller)
- 1977: Jabberwocky (Regie, Drehbuch, Darsteller)
- 1979: Das Leben des Brian (Drehbuch, Darsteller)
- 1981: Time Bandits (Regie, Drehbuch)
- 1983: The Crimson Permanent Assurance (Regie, Drehbuch, Darsteller)
- 1983: Der Sinn des Lebens (Drehbuch, Darsteller)
- 1985: Spione wie wir (Darsteller)
- 1985: Brazil (Regie, Drehbuch)
- 1988: Die Abenteuer des Baron Münchhausen (Regie, Drehbuch, Darsteller)
- 1991: König der Fischer (Regie)
- 1995: 12 Monkeys (Regie)
- 1998: Fear and Loathing in Las Vegas (Regie, Drehbuch)
- 2002: Lost in La Mancha (Darsteller)
- 2005: Brothers Grimm (Regie)
- 2005: Tideland (Regie, Drehbuch)
- 2009: Das Kabinett des Doktor Parnassus (Regie, Drehbuch)
- 2012: I rec U (Darsteller als Dr. Thierieux)[22]
- 2013: The Zero Theorem (Regie)
- 2013: 9 mois ferme (Darsteller)
- 2015: Jupiter Ascending (Darsteller)
- 2015: Zufällig allmächtig (Absolutely Anything, Stimme)
- 2018: The Man Who Killed Don Quixote (Regie, Drehbuch)
- 2020: Was dein Herz dir sagt – Adieu ihr Idioten! (Adieu les cons, Darsteller)

In vielen seiner eigenen Filme hatte Gilliam Cameo-Auftritte, die nicht in den Darstellerlisten auftauchen.

## Privates
Seit 1973 ist Terry Gilliam mit Maggie Weston verheiratet, die als Maskenbildnerin an vielen Monty-Python- und Gilliam-Produktionen mitwirkte. Zusammen haben sie zwei Töchter Amy Gilliam (* 1978 als Amy Rainbow Gilliam) sowie Holly Dubois Gilliam (* 1980), die später eine kleine Rolle in Brazil spielte, außerdem haben sie noch einen Sohn namens Harry Thunder Gilliam (* 1988).
1968 nahm Terry Gilliam zusätzlich zur US-amerikanischen auch die britische Staatsbürgerschaft an. Im Januar 2006 gab er seinen US-amerikanischen Pass ab und besitzt seitdem keine weitere Staatsangehörigkeit als die britische. Nach einigen Quellen geschah dies aus Protest gegen die Regierung Bush. In einem am 3. Januar 2010 publizierten Interview sagte Gilliam hingegen, dies sei kein politisches Statement gewesen, sondern geschah, um seine latente Kapitalgewinnsteuerpflicht in den USA zu beenden, welche gemäß US-Recht auf seiner Liegenschaft in London gelastet hatte, solange er US-Bürger war, obwohl er sein Domizil in Großbritannien hat. Allerdings kritisiert er George Bush und Dick Cheney in dem Interview insofern, dass diese aus ihrer Amtszeit ein 'nicht autorisiertes' reales Remake seines Films Brazil über einen Überwachungsstaat gemacht hätten.

## Ehrungen
- 1976: British Fantasy Award für Die Ritter der Kokosnuß
- 2017: Aufnahme in die Science Fiction Hall of Fame[25]
- 2018: CineMerit Award[26]